# 科瓦語
科瓦語（کهووار）是一種屬於印度-雅利安语支中達爾德語支的語言。
科瓦語為居住在巴基斯坦北方的斯瓦特县、奇特拉爾與吉尔吉特-巴尔蒂斯坦境內吉泽尔县、伊什科曼山谷、古皮斯鄉等地區奇特拉爾人所使用的母語。
今日使用科瓦語的族裔除了大量移居至巴基斯坦各地如：白沙瓦、伊斯兰堡、拉合爾和卡拉奇等人口眾多大都會之外。科瓦語亦是吉爾吉特河谷與罕萨河谷一帶日常生活所用的第二語言。另外在阿富汗、中國和塔吉克斯坦亦有少量說科瓦語的族群。